# STS-129
إس تي إس-129 (بالإنجليزية: STS-129)‏ الرحلة التاسعة والعشرون بعد المائة ضمن برنامج مكوك الفضاء لوكالة ناسا، والرحلة الحادية والثلاثون على متن مكوك الفضاء أتلانتيس، انطلقت الرحلة في 16 نوفمبر سنة 2009 من مركز كينيدي للفضاء ، وهبطت بتاريخ 27 نوفمبر في مركز كينيدي أيضاً، بعد عشرة أيام مكثتها الرحلة في الفضاء، تم خلال الرحلة الرسو على محطة الفضاء الدولية وتزويدها بقطع غيار ومعدات، وتم كذلك القيام بثلاث عمليات سير في الفضاء وإجراء عدة تجارب علمية تتعلق بالنباتات والحشرات، بلغ عدد الرواد المشاركين في الرحلة سبعة رواد.

## معرض صور

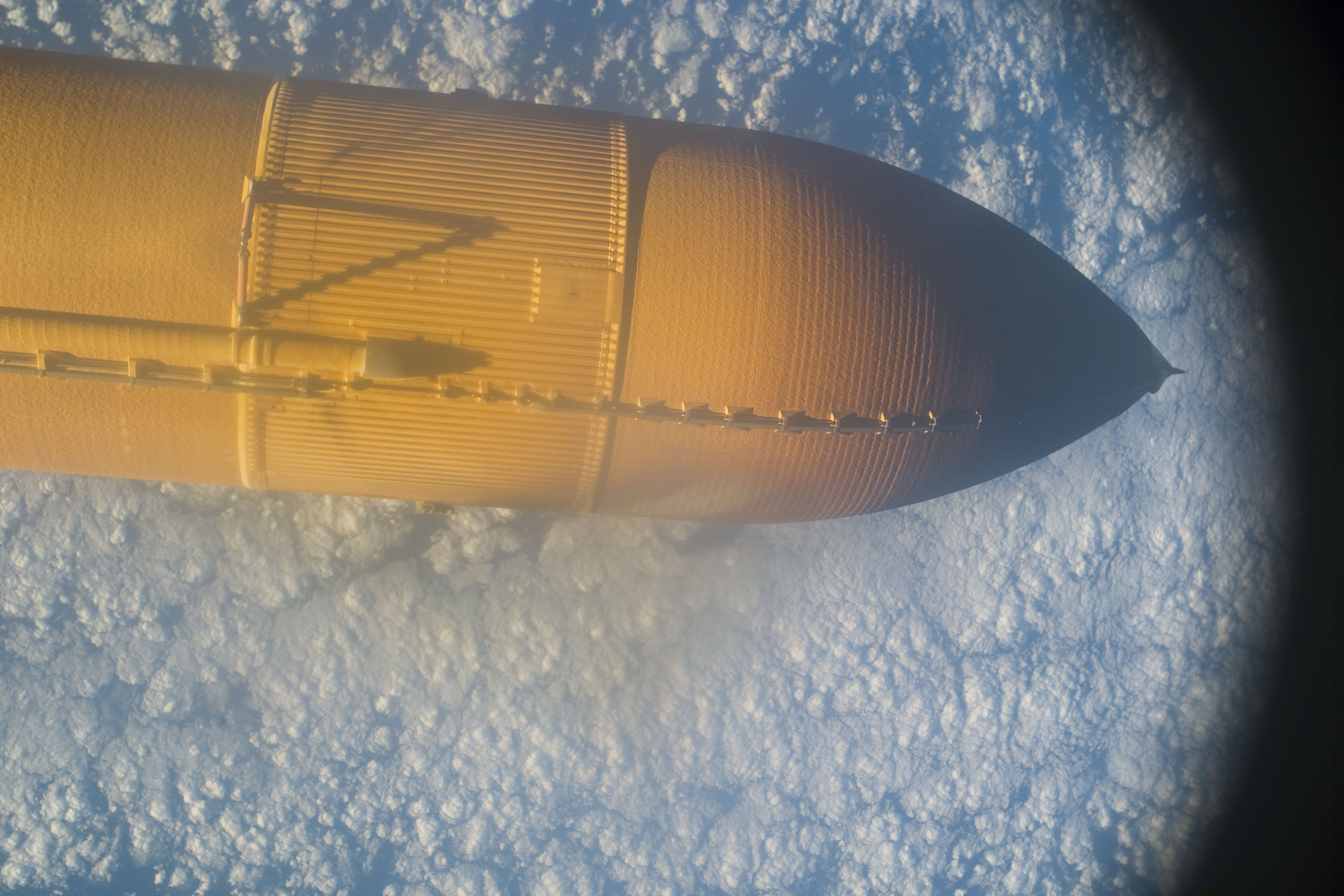
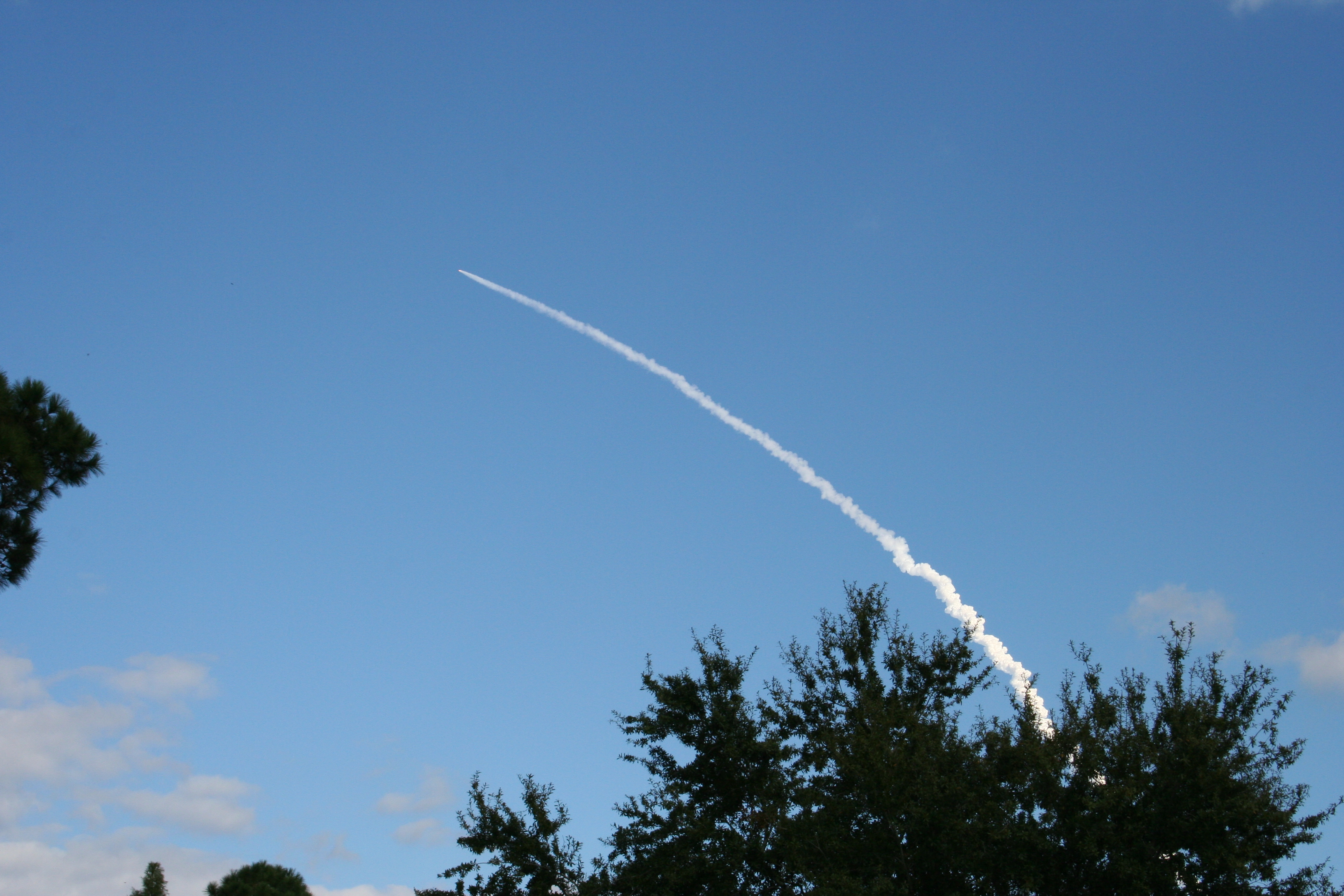
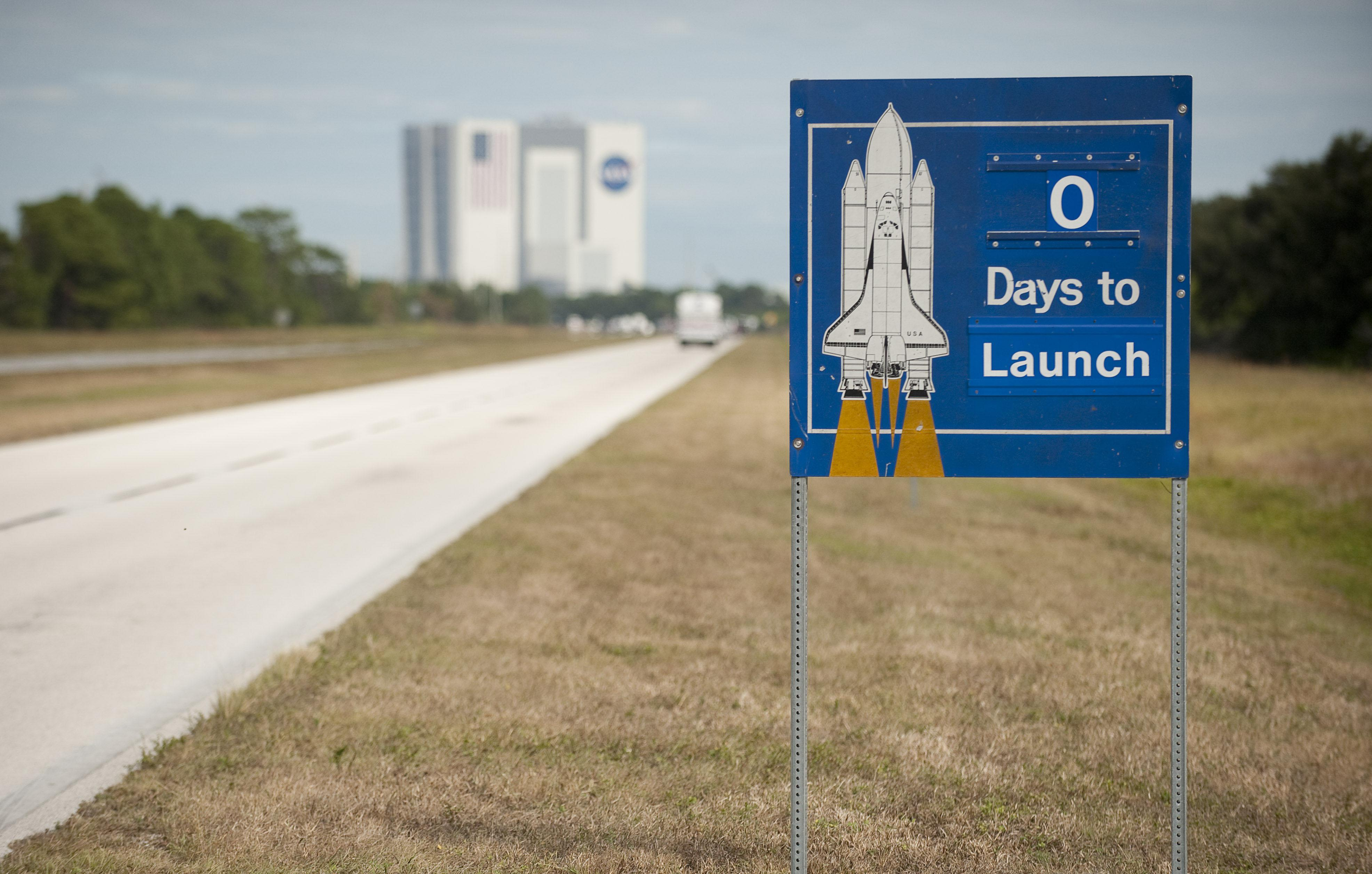
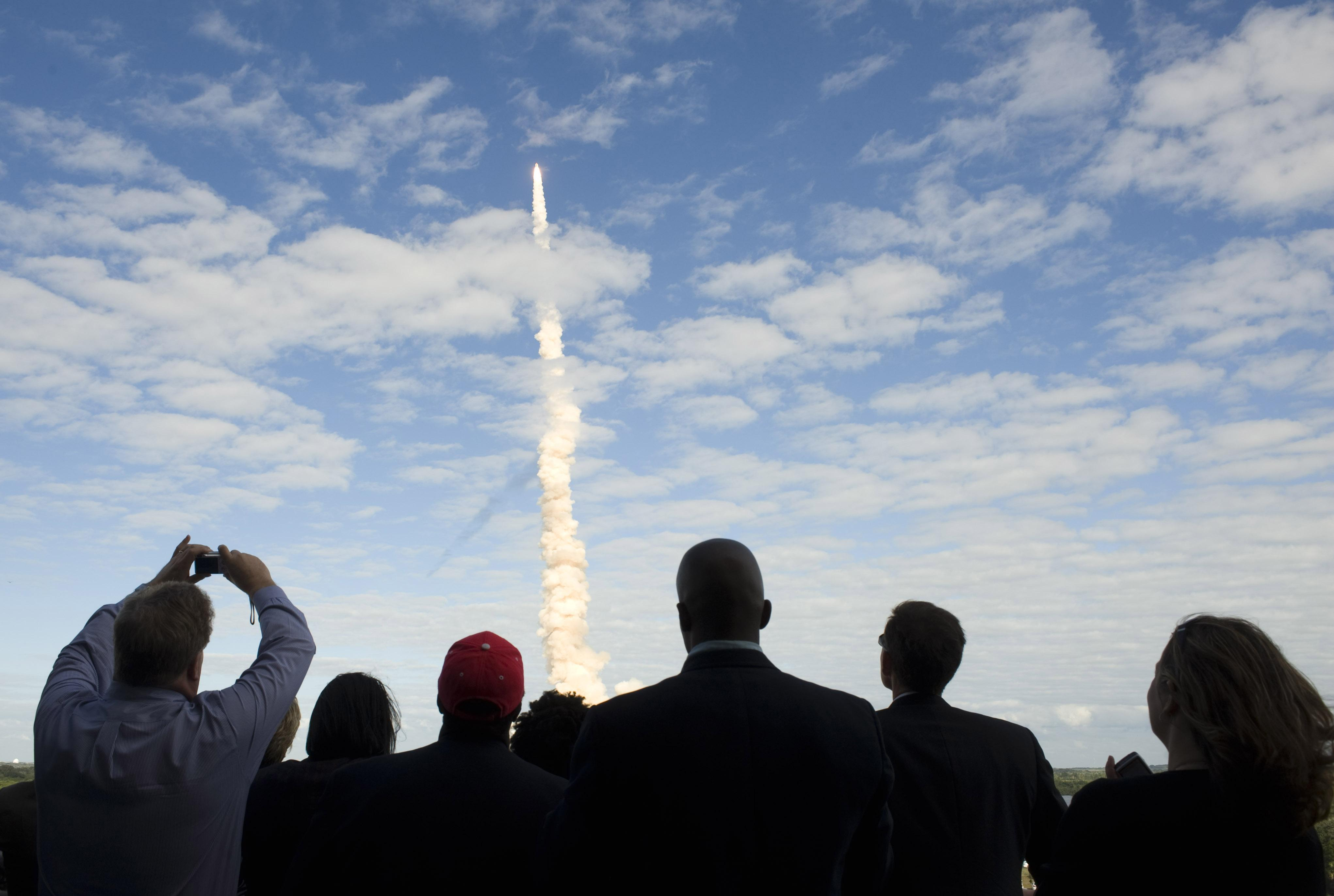